# كورنيليوس كول سميث جونيور
كورنيليوس كول سميث جونيور (بالإنجليزية: Cornelius Cole Smith, Jr.)‏ هو كاتب سير وضابط أمريكي، ولد في 18 يوليو 1913 في حصن هواشوكا في الولايات المتحدة، وتوفي في 27 أبريل 2004 في ريفرسايد في الولايات المتحدة.